# Emanuel Ondráček
Emanuel Ondráček (25. prosince 1931 Dolní Poříčí – 5. prosince 2018) byl profesorem pro obor mechanika na Fakultě strojního inženýrství Vysokého učení technického v Brně a rektorem VUT v letech 1991–1994. Patřil mezi uznávané odborníky v oboru mechaniky těles, a to především v oblasti mezních stavů, plasticity, tváření a výpočtového modelování.

## Život
Po získání výučního listu v oboru strojní zámečník ve strojírně Matěj Chábek v Letovicích studoval na Vyšší průmyslové škole strojnické v Brně. Po maturitě v roce 1953 pokračoval ve vzdělávání na strojní fakultě Českého vysokého učení technického v Praze, kde v roce 1958 absolvoval s vyznamenáním. Následně nastoupil jako asistent u profesora Aloise Farlíka na tehdejší Katedře technické mechaniky, pružnosti a pevnosti Fakulty strojní VUT. V stejném roce se také oženil. V roce 1959 přešel do podniku ŽĎAS, kde pracoval jako konstruktér tvářecích strojů a později jako výzkumný pracovník podnikového výzkumného střediska. Od roku 1963 působil ve Výzkumném ústavu tvářecích strojů a technologie tváření, nejprve jako vědecký pracovník a později jako vedoucí výpočtového oddělení. V roce 1964 úspěšně zakončil externí aspiranturu a získal titul kandidáta věd. V roce 1966 obhájil habilitační práci Podmínky plasticity při statickém zatěžování a nastoupil jako docent zpět na Katedru technické mechaniky, pružnosti a pevnosti FSI VUT. V letech 1969-1970 absolvoval roční pobyt na Albertské univerzitě v Kanadě u profesora J.B. Haddowa. Po návratu mu bylo z politických důvodů zakázáno učit, byl přeřazen na pozici vědeckého pracovníka a jeho doktorská disertační práce, kterou podal před odjezdem do Kanady, byla odložena. V následujících letech se věnoval vědecko-výzkumné činnosti, přičemž se postupně stal řešitelem dvou státních výzkumných projektů koordinovaných Ústavem termomechaniky Československé akademie věd v Praze. V 80. letech souběžně působil ve Výzkumném ústavu strojírenském a metalurgickém v Ostravě.
Na pozici docenta se vrátil v roce 1978. V roce 1990 byl jmenován profesorem pro obor mechanika a v letech 1991-1994 byl rektorem VUT v Brně. V září 1993 byl pověřen funkcí náměstka ministra školství mládeže a tělovýchovy České republiky pro vysoké školy a vědu. Po odchodu z této funkce v roce 1997 působil až do roku 2012 jako poradce na rektorátu VUT v Brně.
Za původní práce v oblasti tváření vysokými rychlostmi obdržel společně s profesorem Aloisem Farlíkem státní cenu Klementa Gottwalda (1970). Dále mu byla udělena Zlatá medaile VUT (1996), Zlatá medaile Masarykovy univerzity (1997), Stříbrná medaile JAMU (2007), Bronzové medaile Slezské univerzity (2006) a medaile Silesia docta et culta (2016). Bylo mu také uděleno čestné členství Společnosti Jana Palacha ve Všetatech (1994) a čestné občanství obce Křetín (2010).

### Publikace (výběr)
- FARLÍK, Alois; ONDRÁČEK, Emanuel. Základy technické plasticity II: Teorie tváření II. Praha: SNTL, 1965.
- FARLÍK, Alois; ONDRÁČEK, Emanuel. Teorie dynamického tváření. Praha: SNTL, 1968.
- ONDRÁČEK, Emanuel; FARLÍK, Alois. Mezní stavy v pevnostních výpočtech. Praha: SNTL, 1973.
- ONDRÁČEK, Emanuel; SLAVÍK, Jaromír. Mechanika těles - základní pojmy. Praha: SNTL, 1986.
- ONDRÁČEK, Emanuel; FLORIAN, Zdeněk. Mechanika těles: Statika. Praha: SNTL, 1986.
- JANÍČEK, Přemysl; ONDRÁČEK, Emanuel; VRBKA, Jan. Mechanika těles: Pružnost a pevnost I. Praha: SNTL, 1987.
- JANÍČEK, Přemysl; ONDRÁČEK, Emanuel; VRBKA, Jan. Mechanika těles: Pružnost a pevnost II. Praha: MON, 1988.
- ONDRÁČEK, Emanuel; JANÍČEK, Přemysl. Výpočtové modely v technické praxi. Praha: SNTL, 1990.
- JANÍČEK, Přemysl; ONDRÁČEK, Emanuel. Řešení problémů modelováním: téměř nic o téměř všem. Praha: PC-DIR, 1998.